# Sickman
Pistes de Dirt
Down in a Hole Rooster
Dam That River est le cinquième morceau de l'album Dirt sorti en 1992 du groupe Alice in Chains. C'est l'une des chansons de l'album qui ne traite pas du concept de toxicomanie, semi-concept de l'album Dirt.
Il a été présenté au public quelques mois avant la sortie de l'album.
Cantrell déclare à propos du titre dans Music Bank :
« Layne est arrivé un jour et m'a demandé de créer la musique la plus malade, la plus sombre, la plus baisée et plus lourd que je pouvais, et ce est ce que je ai fait. Je faisais de la musique et il a écrit les paroles. »